# DML
Data Manipulation Language (DML) (Мова маніпулювання даними) — це сімейство комп'ютерних мов, що використовуються в комп'ютерних програмах або користувачами баз даних для отримання, вставки, видалення або зміни даних в базах даних.
Тепер найпопулярнішою мовою DML є SQL, що використовується для отримання і маніпулювання даними в реляційній базі даних. Інші форми DML використані в IMS/DL1, базах даних CODASYL (таких як IDMS), та інших.
Мови DML спочатку використовувалися лише комп'ютерними програмами, але з появою SQL вони стали доступними і для людей.
DML мають свою функціональну здатність, організовану за початковим словом в заяві (запит), яке майже завжди є дієсловом.
У випадку з SQL ці дієслова:
- Select (Вибрати)
- Insert (Вставити)
- Update (Оновити/Модифікувати)
- Delete (Видалити)

Це перетворює природу мови в ряд обов'язкових тверджень (команд, запитів) до бази даних.
Мови DML можуть істотно розрізнятися у різних виробників СУБД. Існує стандарт SQL, встановлений ANSI, але виробники СУБД часто пропонують свої власні «розширення» мови.
Мови DML розділяються в основному на два типи:
- Процедурні — описують дії над даними
- Декларативні — описують самі дані